# Гутергрош
Гутергрош (нем. Guter Groschen — хороший грошен) — название серебряных монет северно- и центральногерманских государств XVII—XIX столетий.
После монетного кризиса Тридцатилетней войны в северно- и центральногерманских государствах вновь стали выпускать гроши номиналом в 1/24 талера. По своей сути чеканка данных монет являлись восстановлением фюрстенгрошенов, которые в больших количествах выпускали до Тридцатилетней войны.
В то же время в немецких государствах того времени циркулировали мариенгроши равные 1/36 рейхсталера. Так как новые монеты были в 1,5 раза дороже, то они и получили обиходное название «хороших» грошенов.

## Монетные типы гутергрошенов
Вскоре обозначение номинала в гутергрошенах стало не только обиходным, но и появилось непосредственно на монетах.
С 1758 по 1760 год в княжествах Ангальт-Бернбург при Викторе II Фридрихе, а также Ангальт-Цербсте в 1758 году при Фридрихе Августе чеканили серебряные монеты номиналом в 8 гутергрошенов.
В Ганновере с 1820 по 1834 год чеканили монеты номиналом в 16 гутергрошенов или 1 гульден весом в 11,775 г серебра 993,56 пробы. Особенностью данных монет являлся их дизайн. На реверсе содержалось обозначение номинала. На аверсе изображён прыгающий конь. Белый конь Раммель являлся старинным мифологическим символом Нижней Саксонии. Также он считался покровителем ремесленников, персонификацией рудников Гослара. Рудокопы считали, что конь Раммель выбивает серебро из гор и указывает на расположение жил серебра.